# Aanvulpuzzel

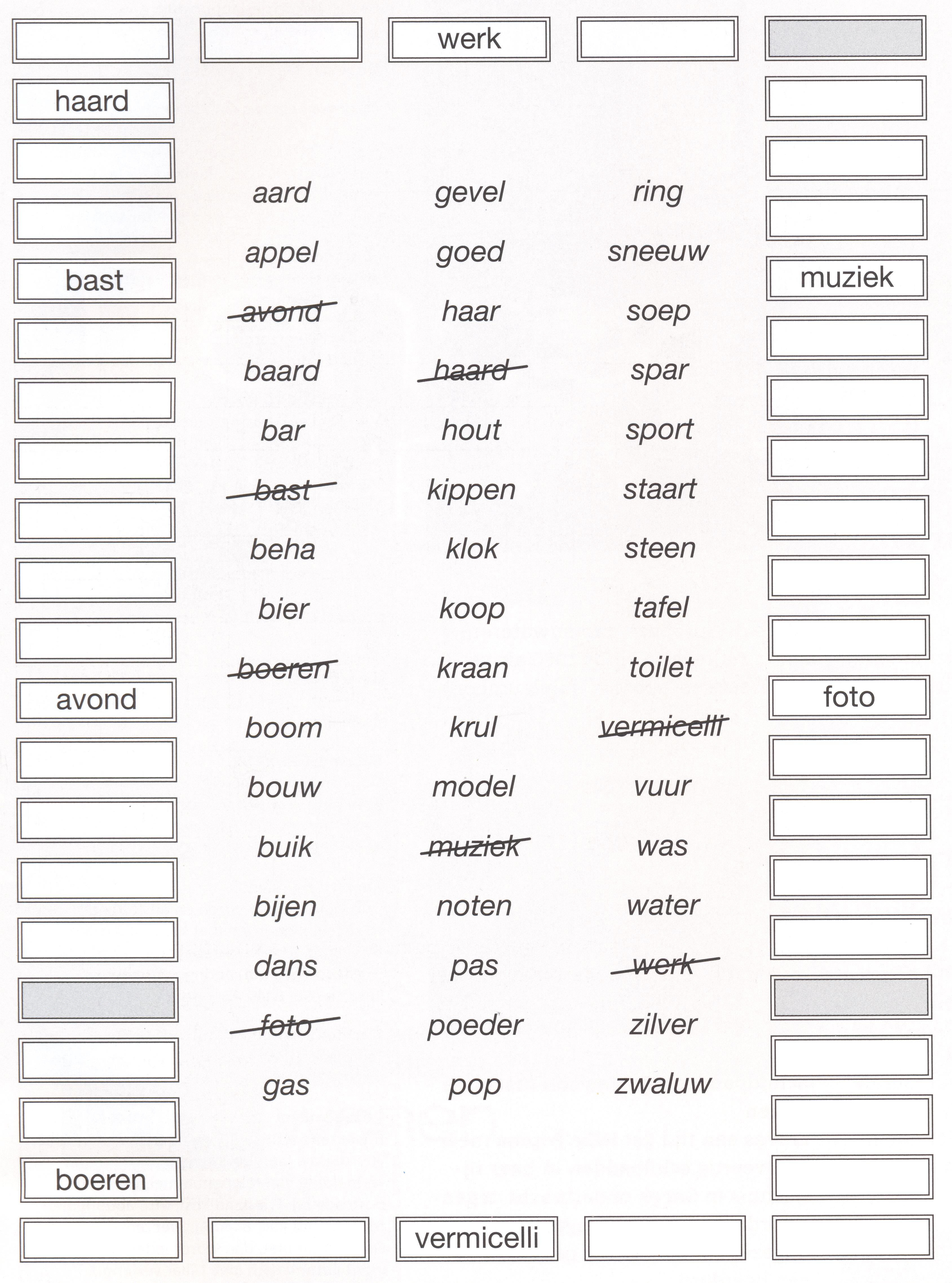
Aanvulpuzzel (woordrijgen)

Een aanvulpuzzel, ook wel woordritsen genoemd, is een taalpuzzel waarbij een woord tussen twee gegeven woorden moeten worden ingevuld. Dit ingevulde woord vormt zowel met het voorafgaande als met het erop volgende woord een nieuw langer woord. Vaak is het nieuw te vormen woord een samenstelling. 
Het oplossen van aanvulpuzzels werd in het televisieprogramma Tien voor Taal woordritsen genoemd.

## Varianten
Bij woordrijgen dient een ketting van woorden te worden gemaakt. Woorden worden dan net zo lang aan elkaar geregen tot het kan worden aangesloten op het startwoord.
Een variatie is het woordritsen waarbij tussen twee woorden stipjes staan. Er moet dan een woord worden gevonden dat achter het linker woord en voor het rechter woord een nieuw woord vormt. Het aantal stipjes geeft daarbij het aantal letters aan. Bijvoorbeeld: bak ..... goed (steen, want baksteen en steengoed). Deze vorm werd ook in het programma Tien voor Taal gebruikt.  De woorden kunnen ook onder elkaar staan met daartussenin een stippellijntje. In dat geval dient een woord te worden gezocht dat achter het bovenste woord en voor het onderste woord een nieuw woord vormt. Dit kwam onder andere voor bij het onderdeel "woordritsen" op de Tien voor Taal cd-roms.  
Een variant hierop werd onder de naam adword als belspel gespeeld in bijvoorbeeld het programma Puzzeltijd. Hierbij werden drie woorden gegeven met daarvoor of daarachter een stippellijn. Hierbij moest op de stippellijn een woord worden ingevuld dat voor of achter al deze woorden een nieuw woord vormde. Ook hierbij gaf het aantal stipjes het aantal letters van het woord aan. Bijvoorbeeld: bak ..... .....band water..... Hier moet het woord fiets worden ingevuld: bakfiets, fietsband, waterfiets.
Een andere variant is afgeleid van een kruiswoordpuzzel. In het diagram moet een woord worden ingevuld dat achter een omschrijving staat als: boom-.........(9) waarbij het woord verzorger in een puzzeldiagram moet worden geplaatst. Deze vorm wordt ook wel een invulkruiswoordraadsel genoemd en wordt ook vaak als zodanig vermeld in puzzelboeken.

Aanvulpuzzel
· anagrampuzzel
· citaatpuzzel
· cryptogram
· doorloper
· droedel
· filippine
· hartbrekerpuzzel
· kruiswoordpuzzel
· paardensprong
· paspuzzel
· pentagrampuzzel
· petpuzzel
· rebus
· scrabble
· slashpuzzel
· spiraalpuzzel
· taartpuzzel
· weefpuzzel
· woordritsen
· woordladder
· woordvlechten
· woordworm
· woordzoeker
· wordfeud
· wordle
· wurdian
· Zweedse puzzel